# Drogaria Onofre
Drogaria Onofre foi uma rede de drogarias que possuía 42 lojas nos estados de São Paulo, Rio de Janeiro e Minas Gerais.
Foi a primeira rede no Brasil a comercializar medicamentos por internet e a ter um call center, por meio do serviço Farmácia em Casa, hoje a atual Onofre em Casa.

## História
Fundada em 1934 no então bairro de Nilópolis (Baixada Fluminense) pelo imigrante português Arlindo Arede. Em 1957 passou a ser administrada por seu filho Armindo Arede. 
A Drogaria Onofre foi a primeira no país a oferecer descontos em medicamentos. Em 1970, também inovou no setor ao utilizar o sistema de check out, que até então só era utilizado em supermercados. Depois de quase três décadas, em 1999, a Onofre foi a primeira a vender medicamentos pela Internet, oferecendo também os menores preços do mercado, já que repassou a economia de custos gerada pela venda remota aos seus consumidores do Onofre em Casa que hoje dispõem de cerca de 30 mil variedades de produtos entre medicamentos, cosméticos e outros.
Em fevereiro de 2013, o grupo norte-americano CVS Caremark adquiriu 80% das ações da empesa por um valor não revelado, os 20% restantes continuaram com os antigos controladores da Onofre.
Em 2019, a rede foi integralmente vendida à RaiaDrogasil que absorveu todas as unidades incorporando-as à sua marca, extinguindo assim a Onofre.